# Sucker (canção)
"Sucker" é uma canção de Jonas Brothers, lançada o 1 de março de 2019 através de Republic Records. É o primeiro singelo do grupo após seis anos. A canção foi escrita pelos Jonas Brothers e Ryan Tedder e produzida por Louis Bell e Frank Dukes. Em promoção ao lançamento, os Jonas Brothers apareceram em The Late Late Show with James Corden a cada noite desde o 4 até o 7 de março de 2019. Atingiu posicione-las número um em Canadá e Estados Unidos.
Foi anunciado através das redes sociais o 28 de fevereiro de 2019, e foi estreado em todas as plataformas digitais o 1 de março de 2019.

## Antecedentes e lançamento
Após anunciar sua separação como banda num comunicado oficial o 1 de novembro de 2013 através de Facebook e uma entrevista em Good Morning America no dia anterior, os integrantes da banda se encarregaram de produzir música em projectos independentes, por sua vez Nick Jonas lançou dois álbuns em solitário: Nick Jonas e Last Year Was Complicated; enquanto Joe Jonas formou uma nova banda DNCE, com a que lançou um único álbum, DNCE, do qual se desprendeu seu singelo mais exitoso Cake by the Ocean.
O grupo escureceu suas redes sociais para dar anúncio à canção o 28 de fevereiro de 2019. Us Weekly revelou o nome da canção dantes do lançamento. Nick Jonas mencionou que "mantivemos este segredo por quase sete ou oito meses"

## Anúncio
O anúncio para o lançamento de Sucker fez-se o 28 de fevereiro de 2019 através das redes sociais oficiais da banda, e com o apoio de James Corden em seu programa The Bate Bate Show with James Corden.

## Desempenho em Listas
Em Estados Unidos, "Sucker" estreou como número um em Billboard Hot 100 e em US Hot Digital Songs chart com 88.000 cópias vendidas em sua primeira semana. Esta foi a trigésimo quarta canção em debutar na cume do Billboard Hot 100. "Sucker" converteu-se na primeira canção número um da banda e a primeira canção por uma boy band desde "Bump, Bump, Bump" de B2K em 2003 em chegar à cume da lista.
Ademais, é a primeira entrada às lista pela banda desde Pom Poms lançada em 2013 e seu primeiro top 10 desde Tonight lançada em 2008. Os Jonas Brothers converteram-se no segundo grupo na história em debutar uma canção em número um desde I Dom't Wanna Miss a Thing de Aerosmith e o primeiro grupo no século XXI no conseguir.

## Vídeo Musical
O vídeo musical estreou-se mostrando aos irmãos com seu respectivo casal. Kevin Jonas e sua espousa Danielle, Nick Jonas e sua espousa Priyanka e Joe Jonas junto a sua noiva Sophie Turner. Foi filmado em Hatfield House em Hertfordshire, Inglaterra onde a rainha Isabel II cresceu junto a sua raça de cão favorita, corgis.

## Apresentações ao vivo
O 7 de março de 2019 a canção foi apresentada pela primeira vez ao vivo em The Late Late Show with James Corden.

## Créditos
Créditos adaptados segundo Tidal:
- Louis Bell – baixo
- Andrew DeRoberts – guitarra
- Frank Dukes – guitarra
- Serban Ghenea – mistura
- John Hanes – assistente de mistura
- Randy Merrill – engenheiro de masterización
- Homer Steinweiss – bateria
- Ryan Tedder – guitarra acústica, vozes de fundo, baixo, programação.